# Лучай Тхатвисай, Иосиф
Иосиф Лучай Тхатвисай (тайск. ยอแซฟ ลือชัย ธาตุวิสัย, род. 2 декабря 1962, Пхонсунг, Удонтхани) — католический прелат, епископ Удонтхани с 14 ноября 2009 года.

## Биография
Иосиф Лучай Тхатвисай родился 2 декабря 1962 года в Пхонсунге, Таиланд. 24 мая 1990 года был рукоположён в священника. С 2000 по 2006 год преподавал в Национальной католической семинарии. Изучал библеистику в Парижском католическом институте.
14 ноября 2009 года Римский папа Бенедикт XVI назначил Иосифа Лучая Тхатвисая епископом Удонтхани. 6 февраля 2010 года состоялось рукоположение Иосифа Лучая Тхатвисая в епископа, которое совершил епископ Георгий Йод Пхимписан в сослужении с апостольским делегатом Брунея архиепископом Сальваторе Пеннаккио и архиепископом Тхари и Нонсенга Луи Чанианом Сантисукнирамом.